# Kaprije

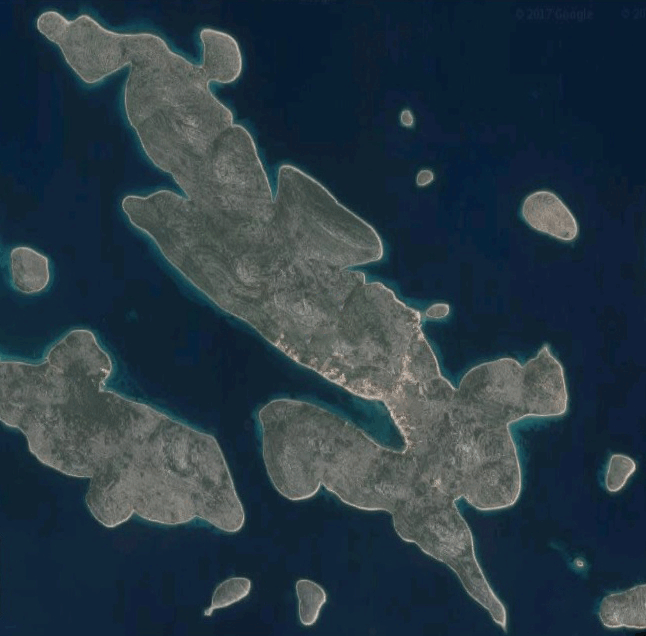
Ảnh vệ tinh của Kaprije

Kaprije (tiếng Ý: Capri di Dalmazia) là một đảo của Croatia trên biển Adriatic nằm ở quần đảo Šibenik. Nó có diện tích 7,11 km² (2,75 sq mi) và dân số 143 người trong khu định cư duy nhất trên đảo. Hòn đảo bao gồm đồi chia theo chiều ngang và thung lũng cắt theo chiều dọc, nơi cỏ và thưa thớt thông rừng phát triển. Nho và ô liu trồng được trên hòn đảo. Các ngành kinh tế chính là nông nghiệp , đánh cá và du lịch. Xe hơi không được phép lưu thông trên đảo.
Vào thế kỷ thứ 14 và 15, Kaprije thuộc về các gia đình quý tộc từ Šibenik. Trong thời kỳ chinh phạt của đế quốc Ottoman thế kỷ 16, 17, nhiều người di cư từ đất liền ra đảo.